# Équipe de Suisse de Hopman Cup
L'équipe de Suisse de Hopman Cup représente la Suisse dans cette compétition, qui a lieu chaque année, à fin décembre ou début janvier, à Perth, en Australie.
La Suisse est finaliste en 1995 et remporte les éditions 1992, 2001, 2018 et 2019.

## Histoire
La Suisse participe à sa première édition de Hopman Cup en 1991 et remporte son premier trophée l'année suivante.

## Bilan
La présente section récapitule les rencontres disputées par la Suisse, son bilan face à tous ses adversaires et celui de joueurs helvétiques qui l'ont représentée.
Mise à jour le 6 janvier 2019

### Rencontres
Contrairement aux rencontres de Coupe Davis ou de Fed Cup, celles de la présente compétition se disputent par équipes d'un homme et d'une femme, donc en deux matchs gagnants (deux simples et un double) plutôt que trois.
| Édition                           | Parcours         | Adversaire                         | Score            |
| --------------------------------- | ---------------- | ---------------------------------- | ---------------- |
| 1989                              | Ne participe pas | Ne participe pas                   | Ne participe pas |
| 1990                              | Ne participe pas | Ne participe pas                   | Ne participe pas |
| 1991                              | 1/4              | Australie                          | 3-0              |
| 1991                              | 1/2              | États-Unis                         | 1-2              |
| 1992                              | 1/4              | Équipe unifiée de l'ex-URSS        | 2-1              |
| 1992                              | 1/2              | Espagne                            | 3-0              |
| 1992                              | Finale           | Tchécoslovaquie                    | 2-1              |
| 1993                              | 1er tour         | Japon                              | 2-1              |
| 1993                              | 1/4              | Espagne                            | 0-3              |
| 1994                              | 1er tour         | Pays-Bas                           | 3-0              |
| 1994                              | 1/4              | Tchéquie                           | 1-2              |
| 1995                              | Ne participe pas | Ne participe pas                   | Ne participe pas |
| 1996                              | Phase de groupes | Australie Pays-Bas Allemagne       | 2-1 3-0          |
| 1996                              | Finale           | Croatie                            | 1-2              |
| 1997                              | Phase de groupes | Roumanie Afrique du Sud Allemagne  | 2-1 1-2 3-0      |
| 1998                              | Ne participe pas | Ne participe pas                   | Ne participe pas |
| 1999                              | Phase de groupes | Slovaquie Suède États-Unis         | 1-2 2-1          |
| 2000                              | Ne participe pas | Ne participe pas                   | Ne participe pas |
| 2001                              | Phase de groupes | Australie Afrique du Sud Thaïlande | 3-0 2-1 3-0      |
| 2001                              | Finale           | États-Unis                         | 2-1              |
| 2002                              | Phase de groupes | Australie Espagne Argentine        | 0-3 2-1          |
| 2003                              | Ne participe pas | Ne participe pas                   | Ne participe pas |
| 2004                              | Ne participe pas | Ne participe pas                   | Ne participe pas |
| 2005                              | Ne participe pas | Ne participe pas                   | Ne participe pas |
| 2006                              | Ne participe pas | Ne participe pas                   | Ne participe pas |
| 2007                              | Ne participe pas | Ne participe pas                   | Ne participe pas |
| 2008                              | Ne participe pas | Ne participe pas                   | Ne participe pas |
| 2009                              | Ne participe pas | Ne participe pas                   | Ne participe pas |
| 2010                              | Ne participe pas | Ne participe pas                   | Ne participe pas |
| 2011                              | Ne participe pas | Ne participe pas                   | Ne participe pas |
| 2012                              | Ne participe pas | Ne participe pas                   | Ne participe pas |
| 2013                              | Ne participe pas | Ne participe pas                   | Ne participe pas |
| 2014                              | Ne participe pas | Ne participe pas                   | Ne participe pas |
| 2015                              | Ne participe pas | Ne participe pas                   | Ne participe pas |
| 2016                              | Ne participe pas | Ne participe pas                   | Ne participe pas |
| 2017                              | Phase de groupes | Grande-Bretagne Allemagne France   | 3-0 2-1 1-2      |
| 2018                              | Phase de groupes | Japon Russie États-Unis            | 3-0              |
| 2018                              | Finale           | Allemagne                          | 2-1              |
| 2019                              | Phase de groupes | Grande-Bretagne États-Unis Grèce   | 3-0 2-1 1-2      |
| 2019                              | Finale           | Allemagne                          | 2-1              |
| Aucune compétition de 2020 à 2022 |                  |                                    |                  |
| 2023                              | À venir          | À venir                            | À venir          |

### Nations rencontrées
Depuis 1991, l'équipe de Suisse a rencontré 20 nations différentes, remportant 26 de ses 37 rencontres et 72 de ses 111 matchs.
| Adversaire                  | Rencontres | Rencontres | Matchs    | Matchs   |
| Adversaire                  | Victoires  | Défaites   | Victoires | Défaites |
| --------------------------- | ---------- | ---------- | --------- | -------- |
| Afrique du Sud              | 1          | 1          | 3         | 3        |
| Allemagne                   | 5          | 0          | 12        | 3        |
| Argentine                   | 1          | 0          | 2         | 1        |
| Australie                   | 3          | 1          | 8         | 4        |
| Croatie                     | 0          | 1          | 1         | 2        |
| Équipe unifiée de l'ex-URSS | 1          | 0          | 2         | 1        |
| Espagne                     | 1          | 2          | 3         | 6        |
| États-Unis                  | 4          | 1          | 10        | 5        |
| France                      | 0          | 1          | 1         | 2        |
| Grande-Bretagne             | 2          | 0          | 6         | 0        |
| Grèce                       | 0          | 1          | 1         | 2        |
| Japon                       | 2          | 0          | 5         | 1        |
| Pays-Bas                    | 2          | 0          | 5         | 1        |
| Tchéquie                    | 0          | 1          | 1         | 2        |
| Roumanie                    | 1          | 0          | 2         | 1        |
| Russie                      | 1          | 0          | 3         | 0        |
| Slovaquie                   | 0          | 1          | 1         | 2        |
| Suède                       | 0          | 1          | 1         | 2        |
| Tchécoslovaquie             | 1          | 0          | 2         | 1        |
| Thaïlande                   | 1          | 0          | 3         | 0        |

### Bilan individuel
| Nom                        | Matchs | Bilan | Simples | Bilan | Doubles | Bilan | Campagnes | Titres | Débuts |
| -------------------------- | ------ | ----- | ------- | ----- | ------- | ----- | --------- | ------ | ------ |
| Roger Federer              | 36     | 27-9  | 18      | 14-4  | 18      | 13-5  | 5         | 3      | 2001   |
| Martina Hingis             | 28     | 21-7  | 14      | 14-0  | 14      | 7-7   | 4         | 1      | 1996   |
| Belinda Bencic             | 22     | 15-7  | 11      | 6-5   | 11      | 9-2   | 3         | 2      | 2017   |
| Manuela Maleeva-Fragnière  | 18     | 11-7  | 9       | 6-3   | 9       | 5-4   | 4         | 1      | 1991   |
| Jakob Hlasek               | 14     | 9-5   | 7       | 5-2   | 7       | 4-3   | 3         | 1      | 1991   |
| Marc Rosset                | 14     | 7-7   | 7       | 4-3   | 7       | 3-4   | 2         | 0      | 1996   |
| Ivo Heuberger              | 6      | 1-5   | 3       | 0-3   | 3       | 1-2   | 1         | 0      | 1999   |
| Miroslava Vavrinec-Federer | 6      | 1-5   | 3       | 0-3   | 3       | 1-2   | 1         | 0      | 2002   |
| Claudio Mezzadri           | 4      | 2-2   | 2       | 1-1   | 2       | 1-1   | 1         | 0      | 1993   |

En gras, les joueurs toujours en activité.

### Les finales

#### 1992
|  | Équipe 1 | Score | Équipe 2        |  |
|  | Suisse   | 2 – 1 | Tchécoslovaquie |  |

#### 1996
|  | Équipe 1 | Score | Équipe 2 |  |
|  | Croatie  | 2 – 1 | Suisse   |  |

#### 2001
|  | Équipe 1 | Score | Équipe 2   |  |
|  | Suisse   | 2 – 1 | États-Unis |  |

#### 2018
|  | Équipe 1  | Score | Équipe 2 |  |
|  | Allemagne | 1 – 2 | Suisse   |  |

#### 2019
|  | Équipe 1  | Score | Équipe 2 |  |
|  | Allemagne | 1 – 2 | Suisse   |  |